# Сенат Канади
Сенат Канади (англ. the Senate of Canada, фр. Le Sénat du Canada) — верхня палата парламенту Канади. Складається з 105 сенаторів, що призначаються Генерал-губернатором за рекомендацією прем'єр-міністра Канади. Влада Сенату рівнозначна до Палати громад, крім того, що сенат не може провадити законотворчість у сфері фінансів. Сенатори займають свої посади до досягнення ними 75 років.

## Вимоги до сенаторів
Вимоги до сенаторів згідно з Конституційним актом 1867 року:
1. Канадське громадянство.
2. Мінімальний вік 30 років.
3. Сенатор повинен жити в провінціі або території, яку він представляє.
4. Сенатор повинен мати у власності нерухомість на території Канади щонайменше на $4,000.

Сенаторський термін закінчується, якщо:
1. Сенатор відсутній на двох послідовних парламентських сесіях.
2. Сенатор винний у державній зраді.
3. Сенатор вчинить злочин, який підлягає судовому переслідуванню.
4. Сенатор оголошує банкрутство.
5. Вік сенатора 75 років або старше.

## Сенатори
24 сенаторів представляють кожен великий регіон, а решта сенаторів представляють менші регіони Канади. Чотири великі регіони включають: Онтаріо, Квебек, західні провінції і приморські провінції (східної Канади). Менші регіони Нунавут, Ньюфаундленд і Лабрадор, Північно-західні території та Юкон.
Шість сенаторів представляють кожну західну провінцію. До провінцій західної Канади включаються: Британська Колумбія, Альберта, Саскачеван і Манітоба. У Приморській провінції, 10 сенаторів представляють Нову Шотландію, 10 сенаторів Нью-Брансвік і 4 сенатори — Острів Принца Едварда.
26 глава Конституційного Акту 1867 р. дозволяє монарху Канади прийняти від чотирьох до дев'яти додаткових сенаторів, які рівномірно поділені між чотирма великими регіонами Канади. 26 глава була використана лише одного разу в 1989 р., коли адміністрація прем'єр-міністра Браяна Малруні хотіла гарантувати Сенату прийняття закону "Канадський податок на продукти і послуги" (англ. Goods and Services Tax).
Прем'єри Альберти зазвичай підтверджували реформи Сенату.
Прем'єри Онтаріо, Британської Колумбії, Саскачевану і Манітоби переважно скасовували рішення Сенату. Відтоді з 1989 р. виборці Альберти вибирали «сенаторів в очікуванні» (англ. senators-in-waiting) або
претендентів на посади у Сенаті Провінції Альберти. Прем'єр-міністр Канади не зобов'язувався за законом рекомендувати «сенаторів в очікуванні» у Сенат. Тільки двоє сенаторів були «сенаторами в очікуванні»:
Стен Вотерс (англ. Stan Waters) в 1990 р. і Берт Браун (англ. Bert Brown) в 2007 р.
Найбільше законодавчих актів приймають в Палаті Громаді, але іноді закони приймають в Сенаті. Конституційний Акт 1867 р. не дозволяє Сенату приймати законодавство щодо податків
і розподіляти державні фінанси.
Палата Громад може подолати вето Сенату на прийняття поправки до Канадської Конституції, але не раніше, ніж через 180 днів.
Офіційно влада Сенату рівносильна владі Палати Громад і Сенат може ветувати неконституційні закони, але на практиці Сенат рідко вступає в протистояння демократично обраній Палаті громад.
Законопроєкти, які ветував Сенат:
- Законопроєкт «Вільна Торгівля між Канадою і США», 1988.
- Законопроєкт "Податок на продукти і послуги" (англ. Goods and Services Tax), 1989.
- Законопроєкт «Обмеження абортів» (C-43).
- Законопроєкт «Пришвидшення створення федеральних агентств» (C-93).
- Законопроєкт «Повторна розробка Торонто-Пірсон Міжнародного аеропорту» (C-28)
- Законопроєкт «Заборона прибутку з контрафакції» (C-220).

## Комітети
Парламент Канади формує комітети для вдосконалення законодавства. Інші комітети старанно досліджують управління, агентства і міністерства.
Найбільший Комітет Сенату «Загальний Комітет» (англ. the Whole Committee) утворюється усім Сенатом. Сенат може формувати Загальний Комітет, щоб розглядати законодавство або почути покази свідка.
Постійні комітети (англ. Standing Committees) сенату складають від дев'яти до п'ятнадцяти членів, які вибирають свого голову. В 2010 р., були створені такі постійні комітети:
- Комітет з питань корінних людей
- Комітет з питань сільського господарства і лісового господарства
- Комітет з питань банківської діяльності, торгівлі та комерції
- Комітет з питань конфлікту інтересів сенаторів
- Комітет з питань енергії, довкілля і природних копалин
- Комітет з питань рибальства і океанів
- Комітет з питань закордонних справ
- Комітет з питань прав людини
- Комітет з питань внутрішньої економії бюджетів і адміністрацій
- Комітет з питань юридичних і конституційних справ
- Комітет з питань народних фінансів
- Комітет з питань народної безпеки і оборони
- Комітет з питань офіційних мов
- Комітет з питань правил, процедур і прав парламенту
- Комітет з питань виборів
- Комітет з питань суспільних справ, науки та технологій
- Підкомітет з питань здоров'я населення
- Підкомітет з питань міст
- Підкомітет з питань транспорту і комунікацій

## Зала Сенату

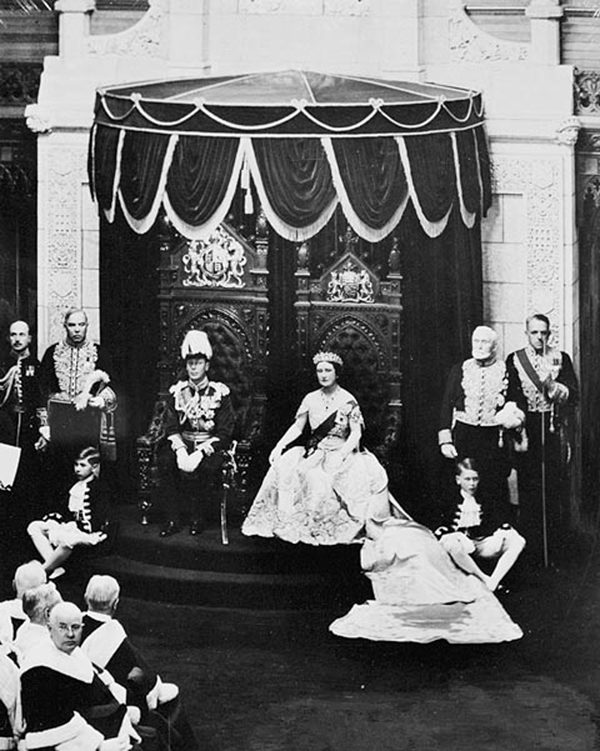
Король Канади Георг VI із своєю дружиною Елізабет Боуз-Лайон на тронах в Залі Сенату дарують королівське схвалення закону, 19-го травня, 1939 р.

Місце засідань Палати Сенату знаходиться у Залі засідань Парламенту Канади в середньому блоці на «Парламент Гілл», в місті Оттава. Зала Сенату, або «Червона Зала», подібна до зали засідань Палати Лордів у Великій Британії.

## Історія
В 1867 р. Парламент Великої Британії прийняв парламентський закон Акт Британської Північної Америки (англ. British North America Act), нині «Конституційний Акт» (англ. Constitution Act) установлювати Сенат Канади, подібний до Палати Лордів у Великій Британії, зарезервувати вплив на суспільні та бізнесові еліти.
Перший Прем'єр-міністр Канади Сер Джон Александр Макдональд написав, що мандат Сенату — старанно досліджувати закони і представляти регіони Канади.
В 1867–1916 рр. місцем засідань Палати Сенату була стара Зала Сенату. Залу реконструйовано після пожежі у 1916. До 1922 р. місцем засідань Сенату був Канадський Музей Природи (англ. Canadian Museum of Nature).
Конституційні поправки щодо Сенату включали:
- 1965 р. — пенсійний вік нових сенаторів ставав до 75.
- 1982 р. — накладено вето на законопроєкт про Конституційні поправки.